# Љоријани (Казерта)
Љоријани је насеље у Италији у округу Казерта, региону Кампанија.
Према процени из 2011. у насељу је живело 75 становника. Насеље се налази на надморској висини од 304 м.